# Löwenstein-Formation
Die Löwenstein-Formation (Stubensandstein in Baden-Württemberg, Burgsandstein in Bayern) ist eine lithostratigraphische Formation des Keupers in der Germanischen Trias. Die lithostratigraphische Einheit wird von der Mainhardt-Formation unterlagert und von der Trossingen-Formation überlagert.

## Definition

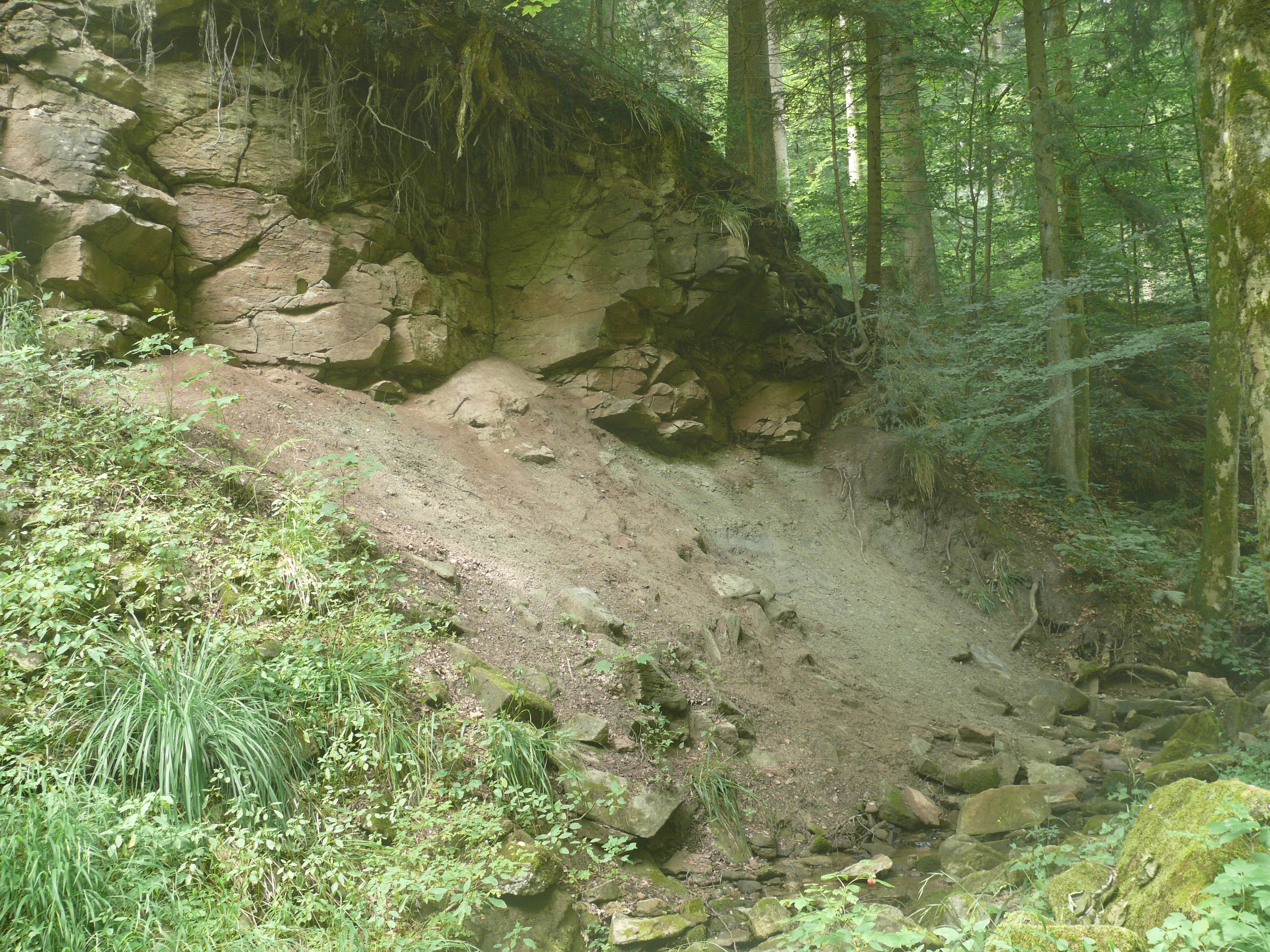
Bei Mainhardt: im oberen Bereich der Stubensandstein

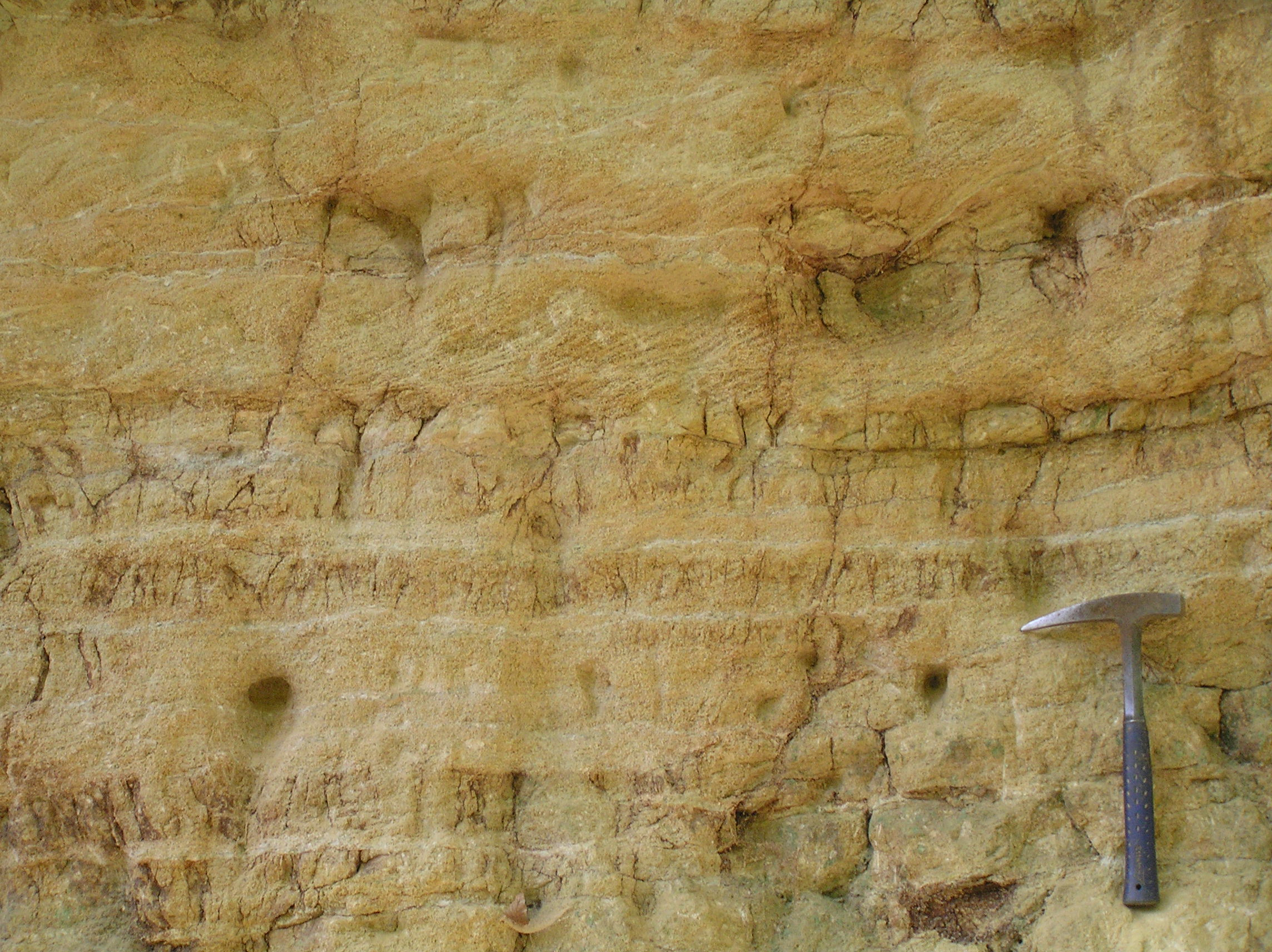
Sandstein-Aufschluss in der Löwenstein-Formation des Schönbuchs. Die Schichtstrukturen lassen sich sehr gut erkennen.

Die Untergrenze der Löwenstein-Formation ist durch das Einsetzen der Sandsteine des „Stuben-“ oder „Burgsandsteins“ definiert, die Obergrenze durch das Aussetzen der Sandsteine. Sowohl Unter- wie auch Obergrenze sind stark diachron. Die Untergrenze ist häufig sogar diskordant. Die Löwenstein-Formation verzahnt sich zum Norddeutschen Becken hin mit der Weser-Formation, in den oberen Partien auch schon mit der Exter-Formation. Nach Südosten greift sie weit auf das Vindelizische Land über, weiter als die älteren Formationen.
Die Löwenstein-Formation besteht aus hellen, fein- bis grobkörnigen Sandsteinen mit einzelnen Konglomeratlagen, die einen hohen Feldspat- und Tonanteil haben. Die Sandsteine verzahnen sich lateral mit bunten Tonsteinen. Zwischen den kompakten Sandsteinpaketen liegen mehrere Zwischenlagen aus Ton. Außerdem kommen mehrere Karbonathorizonte vor, deren Genese jedoch unterschiedlich ist. Die Krustenkalke zum Beispiel lassen auf ehemalige Bodenhorizonte schließen. Eingeschaltet sind auch einige Dolomitbänke, die regional Bedeutung als Leithorizonte haben (z. B. Schützlinger Bank, Ochsenbachbank, Rottweiler Bank und Herrenberger Bank). Die Mächtigkeit beträgt durchschnittlich etwa 120 bis 140 m; sie geht im südlichen Baden-Württemberg bis auf 10 m zurück. Die Löwenstein-Formation wird in das mittlere Norium bis ins Untere Rhaetium (Obertrias) datiert. Ein Typprofil muss noch festgelegt werden. Typregion sind die Löwensteiner Berge im nördlichen Baden-Württemberg, von denen auch der Name abgeleitet ist.

## Gliederung
Die Löwenstein-Formation ist noch nicht formell untergliedert worden, jedoch bietet sich eine lithologische Gliederung in drei Sandsteineinheiten an:
- Oberer Stubensandstein (Oberer Burgsandstein)
- Mittlerer Stubensandstein (Mittlerer Burgsandstein)
- Unterer Stubensandstein (Unterer Burgsandstein)

Die Korrelation der Einheiten in Baden-Württemberg und Bayern entsprechen sich, wenn auch in Details Korrekturen vorgenommen werden müssen. Regional können auch die Karbonatbänke zur Korrelation herangezogen werden.

## Ablagerungsraum
Die Sandsteine der Löwenstein-Formation entstanden unter trocken-heißem Wüsten- bis Halbwüstenklima (Arides Klima) durch Schichtfluten aus Abtragungsmaterial der Vindelizischen Schwelle im Südosten. Die massiven Sandsteine entstanden in Flussrinnen (Konglomerate!). In den dazwischenliegenden Überflutungsebenen kam es auch zu Bodenbildungen in Form von Kalk- und Kieselkrusten. Bodenhorizonte sind auch durch kohlige Lagen und Wurzelspuren dokumentiert.

## Fossilien

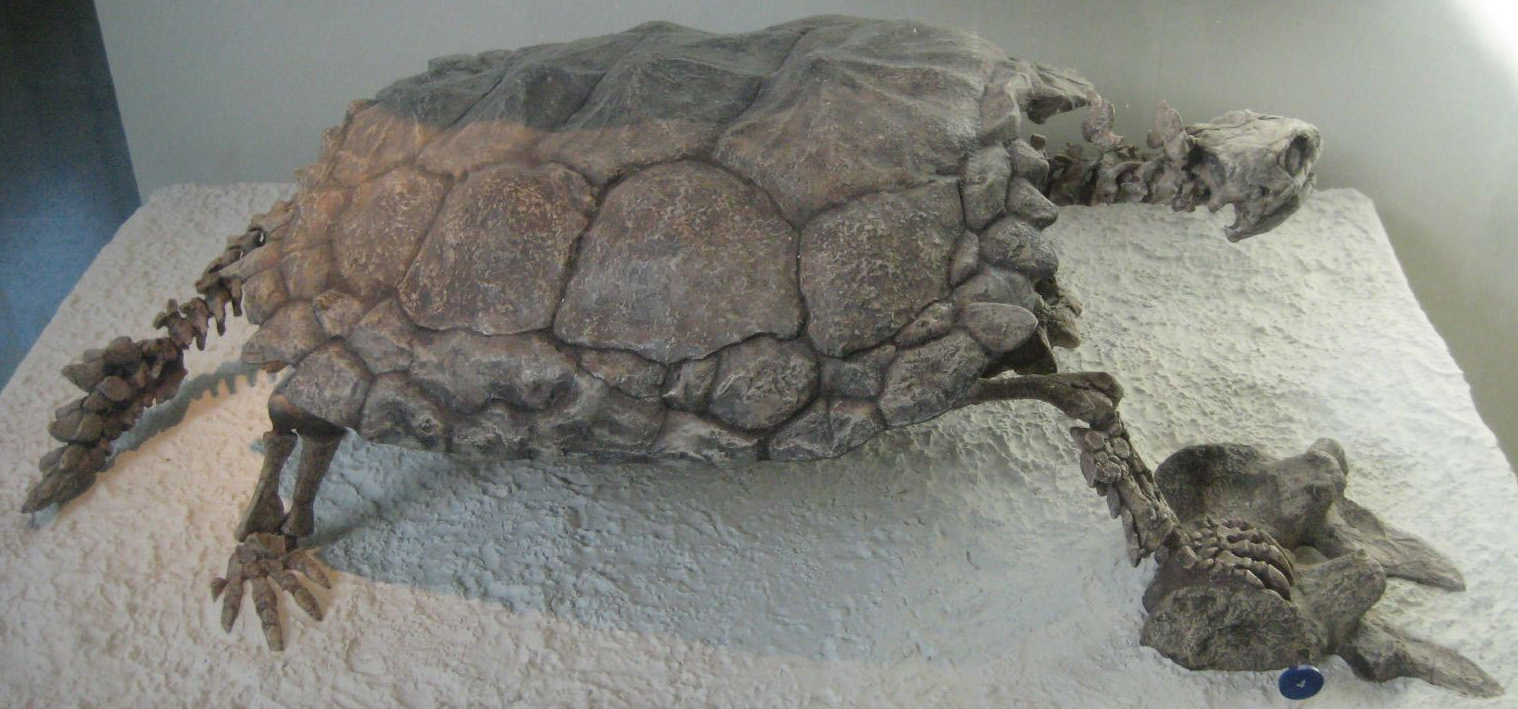
Fossilrekonstruktion von Proganochelys quenstedti im American Museum of Natural History

Die Sandsteine der Löwenstein-Formation enthalten Pflanzenreste, Fossilien von Landwirbeltieren und Fischen sowie Süßwassermuscheln (Unioniden). Auf den Schichtflächen wurden Fährten und andere Ichnotaxa gefunden. In den Dolomitbänken kam eine individuenreiche Muschel-, Schnecken- und Muschelkrebs-Fauna zum Vorschein. Ein bekanntes Fossil ist die etwa einen Meter lange „Urschildkröte“ Proganochelys quenstedti (Baur, 1887) aus dem Oberen Stubensandstein. Kennzeichen der frühen Entwicklungsstufe in der Stammesgeschichte der Schildkröten (Testudinata) sind noch vorhandene Zähne auf dem Gaumenbein und die noch nicht entwickelte Fähigkeit, Kopf und Hals unter dem Knochenpanzer zu verbergen. Eine weitere „Urschildkröte“ Murrhardtia staeschei wurde 2000 von Karl & Tichy aus dem Unteren Stubensandstein von Murrhardt (Baden-Württemberg) beschrieben. Diese gehört schon zu einem phylogenetischen Ast, der näher bei dem der heutigen Schildkröten liegt als Proganochelys.

## Wirtschaftliche Bedeutung

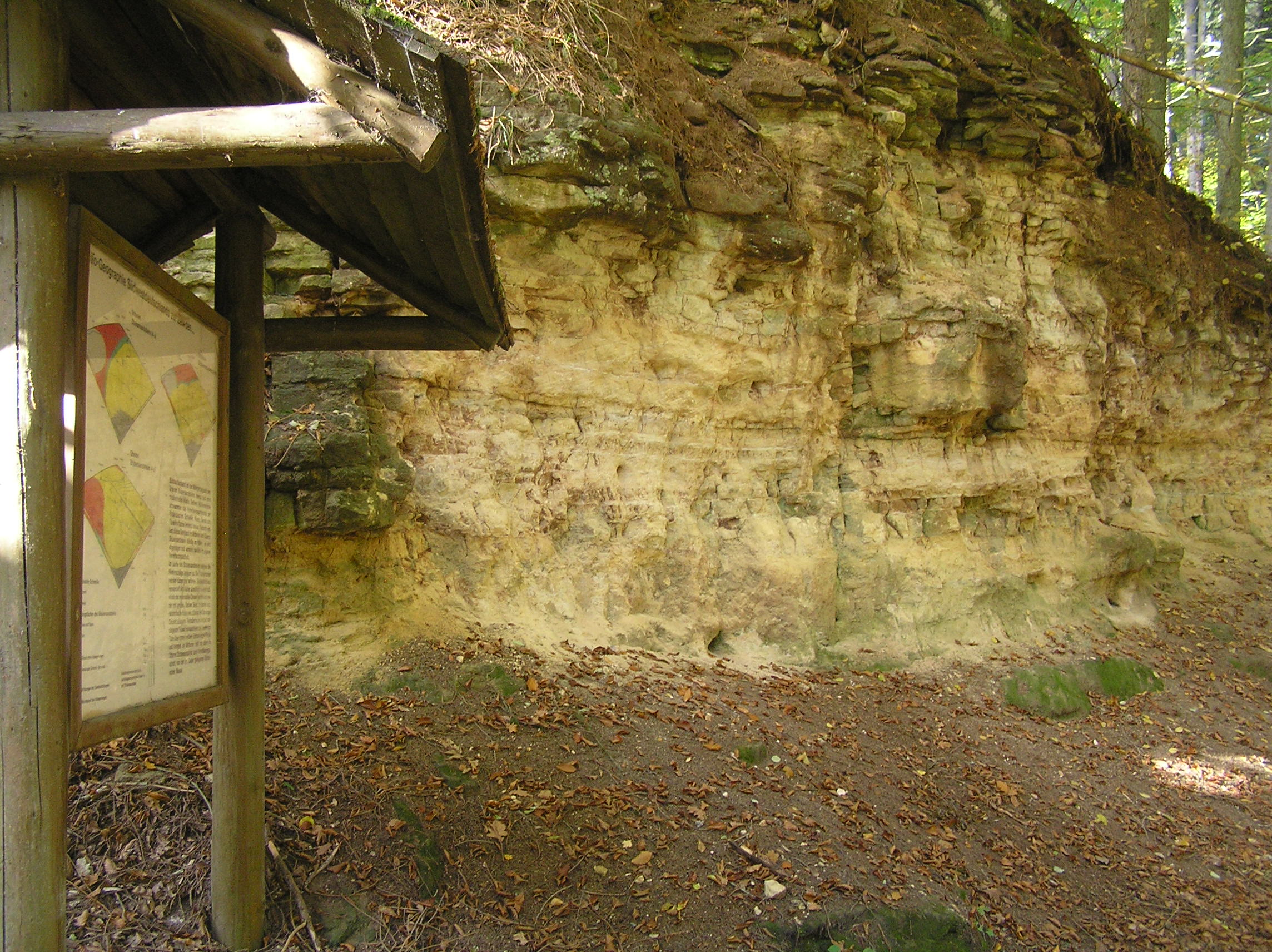
Aufschluss im Kirnbachtal des Schönbuchs

Der Stubensandstein war im Mittelalter ein bedeutender Baustein für Kirchen und Rathäuser. Er ist allerdings sehr verwitterungsanfällig. Die Zwischenlagen wurden als Töpferton verwendet. Die Schichten ließen sich auch leicht zu Sand zermahlen, der dann vorwiegend bei der Mörtelherstellung, aber auch als Streu- und Scheuersand für Straßen oder die Holzböden heimischer Wohnstuben genutzt wurde, so erklärt sich auch der Name Stubensandstein. Sein Goldgehalt führte an vielen Orten zum Entstehen von Goldwaschanlagen, die jedoch nach kurzer Zeit wegen der geringen Ausbeute wieder aufgegeben werden mussten. Stubensandstein z. B. Dettenhausener Sandstein kann auch sehr hart und witterungsbeständig sein und wurde dann auch für Mühlsteine oder Fundamentsteine benutzt.

## Geomorphologie

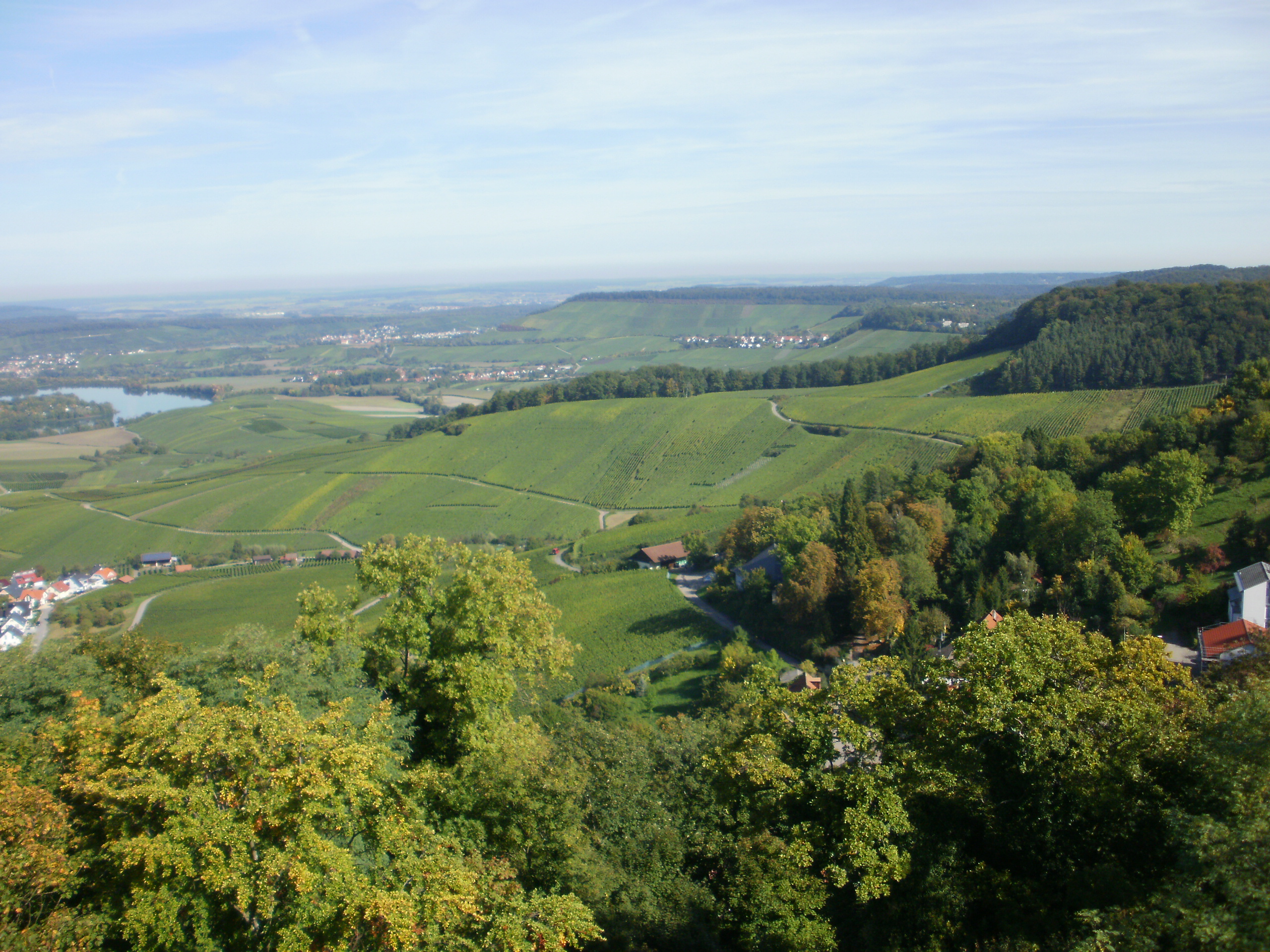
Die Keuperschichtstufe im Nordwesten der Schwäbisch-Fränkischen Waldberge bei Löwenstein. Am Geländeprofil das nach links (Westen) abfallenden Wolfertsberg in der Bildmitte lassen sich die Stufen leicht erkennen: Zuoberst (rechts) der bewaldete Stubensandstein, steilerer Abfall in den höchsten Weinberglagen in den oberen bunten Mergeln, langgestrecktes Plateau auf Kieselsandstein, wiederum steilerer Abfall (tlw. noch bewaldet) in den unteren bunten Mergeln zum durch Rebflurbereinigung in neuer Zeit stark umgeformten Plateau des Schilfsandsteins. Den Talgrund bildet Gipskeuper.

Der relativ weiche Sandstein, der gut Wasser aufnehmen kann und unter den härteren Keuperschichten gut herauslösbar ist, trägt als Sockelbildner stark zur Formung der Landschaft im mittleren Neckarraum bei. Vor allem die Stuttgarter Klingen, tief in den Keuper eingeschnittene Schluchten, sind durch die Stubensandsteinschichten geprägt worden. Eine begehbare typische Schlucht, durch die ein geographischer Lehrpfad führt, ist die als Kerbtal ausgebildete Schwälblesklinge. Ein geologischer Lehrpfad erschließt den Stubensandstein im Kirnbachtal des Schönbuchs bei Tübingen.

## Literatur

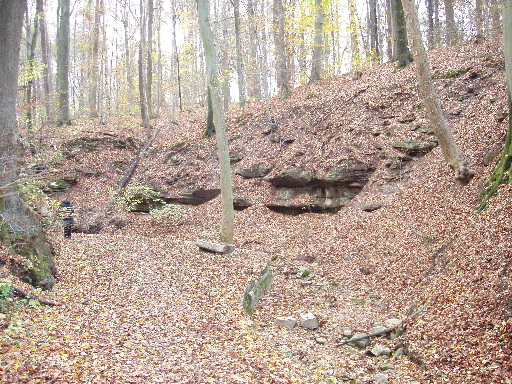
Schwälblesklinge mit landschaftstypischem Stufenrelief